# Lee Casciaro
Lee Henry Casciaro (ur. 26 września 1981 na Gibraltarze) – gibraltarski piłkarz, napastnik. Zawodnik klubu Lincoln Red Imps FC.
Jego dwaj bracia – Ryan i Kyle również są piłkarzami.

## Kariera reprezentacyjna
W roku 2014 Lee zadebiutował w reprezentacji swojego kraju. Jest strzelcem pierwszej w historii bramki w meczu o punkty tej drużyny.

### Bramki reprezentacyjne
| # | Data                 | Miejsce spotkania              | Przeciwnik | Bramka | Wynik końcowy | Zawody                                                          |
| - | -------------------- | ------------------------------ | ---------- | ------ | ------------- | --------------------------------------------------------------- |
| 1 | 19 marca 2016        | Hampden Park, Glasgow, Szkocja | Szkocja    | 1-1    | 1-6           | Eliminacje Mistrzostw Europy w Piłce Nożnej 2016                |
| 2 | 13 listopada 2016    | Stadion GSP, Nikozja, Cypr     | Cypr       | 1-1    | 1-3           | Mistrzostwa Świata w Piłce Nożnej 2018 (eliminacje strefy UEFA) |
| 3 | 15 października 2019 | Victoria Stadium, Gibraltar    | Gruzja     | 1-2    | 2-3           | Eliminacje Mistrzostw Europy w Piłce Nożnej 2020                |